# Opatów
Opatów là một thị trấn thuộc huyện Opatowski, tỉnh Świętokrzyskie ở trung tâm Ba Lan. Thị trấn có diện tích 9 km². Đến ngày 1 tháng 1 năm 2011, dân số của thị trấn là 6658 người và mật độ 711 người/km².